# 佐藤貴博
佐藤 貴博（さとう たかひろ、1983年 - ）は、宮城県登米市出身の日本の野球指導者。岡山学芸館高等学校社会科教諭。

## 経歴
登米市立中田中学校卒業後は、仙台育英学園高校に進学。高校時代の同級生には後に仙台育英高校野球部の監督を務める須江航がいた。在学時には、1年夏、2年夏、3年春夏の4度甲子園大会に出場。特に3年春の選抜大会では準優勝の成績を収めている。
高校卒業後は、首都大学野球連盟所属の城西大学に進学。2年秋の明治神宮野球大会に出場。
大学卒業後の2006年から2011年迄は岡山県の岡山県作陽高校に勤務。野球部のコーチや部長を務めた。
2013年からは、岡山学芸館高校に赴任。部長を務め、2018年夏の大会終了後からは監督に就任。2019年夏には就任1年目にして第101回全国高等学校野球選手権大会に4年ぶり2度目の出場を果たす。2024年夏の第106回全国高等学校野球選手権大会に出場し、同校初のベスト16に進出。

## 人物
- 岡山県作陽高校時代に担任を務めていた際の教え子に女子プロゴルファーの藤本麻子がいる[4]。